# سوبارو شیبوتانی
سوبارو شیبوتانی (انگلیسی: Subaru Shibutani؛ زادهٔ ۲۲ سپتامبر ۱۹۸۱) خوانندگی، بازیگر، ترانه‌سرا اهل ژاپن است.